# Georg Eras
Georg Hermann Eras (* 10. Oktober 1877 in Weinböhla; † 1961) war ein deutscher Maler, Dichter, Schulleiter und Heimatfreund.

## Leben und Wirken
Als Sohn eines Pfarrers schlug Georg Eras nach dem Schulbesuch eine Lehrerausbildung ein und war u. a. als Lehrer an der Bürgerschule in Mittweida tätig. Von 1926 bis 1945 leitete er die Schule in Kleinwaltersdorf. Nebenberuflich war er als Maler, Dichter und Heimatfreund aktiv. Er schuf u. a. Radierungen.
Er nahm mit seinen Werken an verschiedenen Ausstellungen teil, so nach 1940 im Museum für Sächsische Volkskunst in Dresden und 1947 in Freiberg. Im Selbstverlag gab er den Band Aus dem Reich meiner Seele heraus.

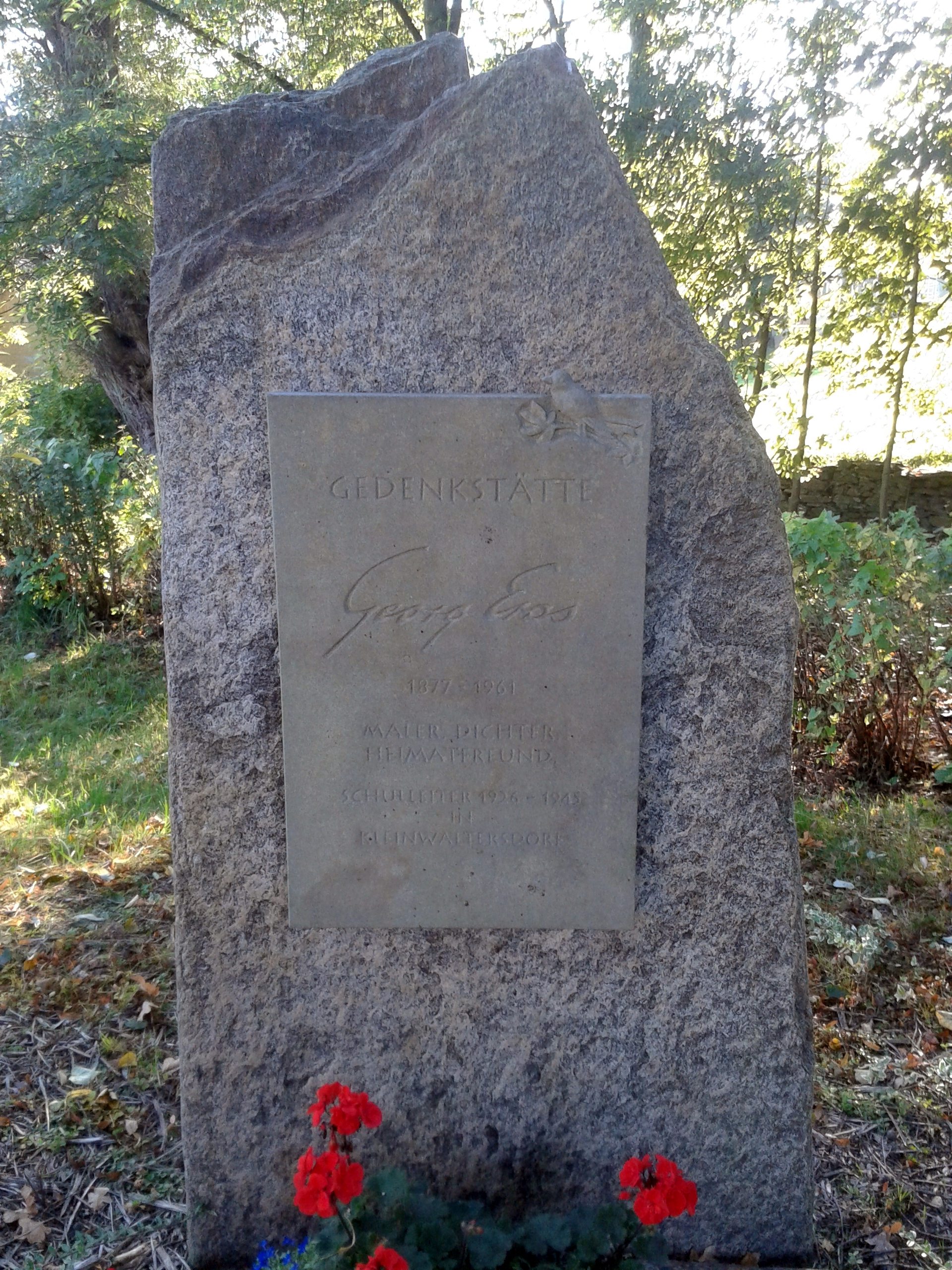
Gedenkstätte für Georg Eras in Kleinwaltersdorf

Für seine Verdienste wurde ihm in Kleinwaltersdorf eine Gedenkstätte errichtet, die noch heute gepflegt wird.